# Кузнецово (Николоторжское сельское поселение)
Кузнецово — деревня в Кирилловском районе Вологодской области.
Входит в состав Николоторжского сельского поселения, с точки зрения административно-территориального деления — в Николо-Торжский сельсовет.
Расстояние по автодороге до районного центра Кириллова — 26 км, до центра муниципального образования Никольского Торжка — 1 км. Ближайшие населённые пункты — Трофимово, Никольский Торжок, Паньково.
По переписи 2002 года население — 4 человека.